# Agonadismus
Agonadismus bezeichnet das Fehlen oder den kompletten Funktionsausfall der Gonaden (Keimdrüsen). Bei genetisch männlichen Individuen spricht man auch von einer Anorchidie (fehlende Hoden), bei Menschen mit weiblichem Genotyp von Anovarie (fehlende Eierstöcke). 
Die Ursache ist fast immer eine angeborene oder in utero durch beidseitige Hodentorsion bzw. Ovarialtorsion erworbene Fehlbildung. 
Die Fehlbildung ist sehr selten. In den meisten Fällen sind mehr oder weniger rudimentäre Keimdrüsenanlagen nachweisbar. Das Overzier-Syndrom, beschrieben von dem Mainzer Internisten Claus Overzier (geb. 1918) ist ein angeborener echter Agonadismus bei Frauen, d. h., es fehlen bereits die embryonalen Anlagen der Keimdrüsen, vermutlich infolge einer Schädigung beider X-Chromosomen.
Agonadismus kann auch im Rahmen von Syndromen oder weiteren Krankheitsbildern wesentliches Merkmal sein: so beim PAGOD-Syndrom oder Testikulärem Regressionssyndrom.
Bei Menschen mit den vergleichsweise häufigen Chromosomenstörungen Turner-Syndrom (Genotyp X0) und Klinefelter-Syndrom (XXY, XXXY) sind in der Regel Gonaden mit eingeschränkter Funktion vorhanden (Hypogonadismus).